# Pete Minger
Pete Minger (* 22. Januar 1943 in Orangeburg, South Carolina; † 13. April 2000 in Pompano Beach (Florida)) war ein US-amerikanischer Jazz-Trompeter und Flügelhornist.

## Leben und Wirken
Pete Minger stammte aus einer musikalischen Familie; seine Mutter und Großmutter spielten Klavier in der örtlichen Kirche. Auch sein Bruder war Jazzpianist. Er spielte zunächst Saxophon, wechselte dann zur Trompete. Anfang der 1960er Jahre begann seine Musikerkarriere bei Chubby Jackson. Von 1970 bis 1980 gehörte er dem Count Basie Orchestra an, zu hören u. a. auf dem Album Digital III at Montreux. Er wirkte auch an Basies Kooperationen mit Big Joe Turner, Milt Jackson und Ella Fitzgerald mit. Nach seiner Arbeit bei Basie zog er nach Florida, erwarb 1985 ein Diplom in Musik an der University of Miami. Später unterrichtete er dort, arbeitete aber sonst hauptberuflich als Musiker. 1990 ging er mit der Big Band von Frank Wess auf Tournee, zu hören auf dem Album Live at the Concord Jazz Festival von 1990; außerdem arbeitete er mit Mel Tormé. In der Jazzszene von Florida machte er vor allem mit zwei Alben auf sich aufmerksam, Minger Paintings (erschienen bei Jazz Alliance 1991) und Look To The Sky (bei Concord Jazz, 1992).

## Diskographische Hinweise
- Minger Paintings (Jazz Alliance, 1991),  mit Keter Betts, Bobby Durham
- Look To The Sky (Concord Jazz, 1992) mit John Campbell, Kiyoshi Kitagawa, Ben Riley